# Заруцкая, Ирина Павловна
Ирина Павловна Заруцкая (1908—1990) — советский учёный, картограф и геоморфолог, кандидат географических наук (1955), доктор географических наук (1967), профессор (1967).

## Биография
Родилась 12 ноября 1908 года в Москве в семье известного архитектора П. А. Заруцкого.
После окончания школы поступила на почвенно-геолого-географическое отделение физико-математического факультета Московского государственного университета. Окончив обучение в 1931 году по специальности «геоморфология», проводила полевые топографические работы в Московской и Белгородской областях, на Южном Урале, в Сибири, на Дальнем Востоке и в других регионах. В 1932 году проводила топографическую съёмку бассейна реки Москвы для строительства канала Москва−Волга. С 1934 по 1937 годы Заруцкая работала в Научной редакции Картографического треста Главного геодезического управления, с другими учёными стояла у истоков создания топографической карты масштаба 1:100 000, за что была отмечена знаком «Отличник геодезии и картографии».
В годы Великой Отечественной войны Ирина Павловна занималась созданием Государственной карты страны масштаба 1:1 000 000. После войны, в 1945—1950 годах, в должности главного редактора Научно-редакционная картосоставительной части (НРКЧ) Главного управления геодезии и картографии работала над Гипсометрической картой СССР масштаба 1:2 500 000, за что была удостоена Сталинской премии 2-й степени (1951). В 1951—1953 годах И. П. Заруцкая уже в должности Главного редактора НРКЧ работала над созданием серии карт для высшей школы. Также с 1951 года одновременно преподавала на географическом факультете Московского государственного университета, перейдя в 1953 году на постоянную работу на кафедру геодезии и картографии МГУ, проработав там почти сорок лет. При участии И. П. Заруцкой были созданы комплексные региональные атласы Иркутской, Кустанайской и Тюменской областей, а также Целинного и Алтайского краев. Плодотворно сотрудничала с выдающимся советским учёным-картографом К. А. Салищевым.
В 1955 защитила кандидатскую диссертацию на тему «Методы составления рельефа на гипсометрических картах», а в 1966 году — докторскую диссертацию на тему «Тематические карты природы». Подготовила восемь кандидатов наук. Опубликовала более 300 научных работ. Профессор И. П. Заруцкая была участником многих международных конференций, работала в комиссиях Международной картографической ассоциации.
Завершив преподавательскую деятельность, работала консультантом Института географии Академии наук СССР.
Умерла 2 февраля 1990 года в Москве.

## Заслуги
- Труд учёной в годы войны был отмечен медалями «За оборону Москвы», «За доблестный труд в Великой Отечественной войне 1941—1945 гг.», «За трудовую доблесть».
- За послевоенную деятельность была удостоена Сталинской премии, награждена двумя орденами «Трудового Красного Знамени», орденом «Знак Почёта», и медалями[3].